# Герб Лузского района
Герб муниципального образования «Лузский район» — опознавательно-правовой знак, составленный и употребляемый в соответствии с правилами геральдики, служащий символом муниципального района «Лузский район» Кировской области Российской Федерации.

## Описание герба
Описание герба:
В пересечённом червлёном и зелёном поле поверх всего серебряная ель; в червлёном поле слева три золотых колоса. В вольной части герб Кировской области.

## Обоснование символики
Обоснование символики:
Герб Лузского района представляет собой традиционный геральдический щит, разделённый на две части. В пересечённом червлёном и зелёном поле поверх всего серебряная ель, символизирующая лесную и деревообрабатывающую промышленность района. В верхней чести правого угла воспроизведена символика Герба Кировской области, а с левой стороны верхней части щита от серебряной ели три колоса, символизирующие сельское хозяйство района. Червлёный цвет геральдического верхнего поля олицетворяет храбрость, мужество, воинскую доблесть. Зелёный цвет нижнего поля геральдического щита символизирует изобилие, лесные ресурсы и природные богатства района.

## История создания
- 27 августа 2003 — герб района утверждён решением Лузской районной Думы[1].
- Герб Лузского района включён в Государственный геральдический регистр Российской Федерации под № 1793[3].